# Zezwolenie na prowadzenie badań archeologicznych
Zezwolenie na prowadzenie badań archeologicznych – uprawnienie, które wydawane jest przez wojewódzkiego konserwatora zabytków w celu rozpoczęcia legalną metodą badań wykopaliskowych. Pozwolenie wydawane jest imiennie dla konkretnej osoby. Prowadzenie prac bez wymaganego zezwolenia naraża badacza na konsekwencje prawne. Pozwolenie może zostać cofnięte, jeśli badacz nie wywiązuje się z zawartych w nim warunków.
Zezwolenie na prowadzenie badań archeologicznych zawiera informacje o:
- zasięgu terenu objętego badaniami wykopaliskowymi
- czasie prowadzenia badań (pozwolenie wydawane jest na czas określony)
- zakresie prac badawczych
- technice eksploracji stanowiska archeologicznego
- rodzaj i sposób dokumentacji archeologicznej
- termin przekazania dokumentacji i zabytków
- termin wstępnego sprawozdania i pełnego opracowania wyników badań.